# Peltodytes rotundatus
Peltodytes rotundatus é uma espécie de insetos coleópteros pertencente à família Haliplidae.
A autoridade científica da espécie é Aube, tendo sido descrita no ano de 1836.
Trata-se de uma espécie presente no território português.